# Erster Rostocker Erbvertrag
Der Erste Rostocker Erbvertrag wurde am 21. September 1573 zwischen der Hansestadt Rostock und dem mecklenburgischen Fürstenhaus geschlossen. Den Fürsten wurde darin die Erbherrschaft sowie die hohe Gerichtsbarkeit über die Stadt zugestanden, welche gleichzeitig wichtige Privilegien verlor, andere jedoch festschrieb. Das Ziel, wie andere Hansestädte den Status einer Freien Reichsstadt zu erreichen, war damit unmöglich geworden.

## Geschichte
Siehe: Geschichte Rostocks

Stadt und Landesherren hatten lange um die Macht über die Stadt gerungen. Insbesondere seit dem 15. Jahrhundert gab es mehrere Aufstände, so kam es 1487–1491 zur „Rostocker Domfehde“. Nachdem an der Jakobikirche ein Domstift eingerichtet werden sollte, mit der Herzog Magnus II. seine Machtposition innerhalb der Stadt sichern wollte, wurde am Tag der Weihe, dem 12. Januar 1487, der eben eingesetzte Stiftspropst Thomas Rode auf offener Straße brutal umgebracht, die anwesenden Fürsten mussten aus der Stadt fliehen. Erst 1491 endete der von Handwerkern getragene Aufstand mit der Hinrichtung des Anführers Hans Runge und drei weiterer Aufständischer.
Die Konflikte dauerten an. Immer wieder wurden als Vertretung der Bürger das Gremium der Sechziger eingerichtet, welche mit dem Rat stritten. So zur Grafenfehde 1534 um Dänemark, die auch in Rostock zu erneuten Unruhen führte. Die Ambitionen Albrechts VII. auf die dänische Krone endeten mit der Niederlage katastrophal und verschuldeten das Land hoch. Das Verhältnis Rostocks zu den mecklenburgischen Herzögen war nicht zuletzt hierdurch zunehmend gestört. Die Landstände hatten sich schon 1523 zur Union der Landstände zusammengeschlossen und traten so den Landesherren selbstbewusst gegenüber. Rostock mit seinem riesigen Grundbesitz und als finanzstärkste Stadt des Landes nahm hier eine führende Rolle ein.
Am 28. Oktober 1565 hielt der mit dem Rat verbündete Johann Albrecht I. mit 500 bewaffneten Reitern Einzug in Rostock, nachdem die Stadt ihm unter anderem den formalen Huldigungseid verweigert hatte. Er löste die Sechziger auf und vernichtete den Bürgerbrief. Anfang 1566 marschierte auch sein zuvor mit dem Sechzigerrat verbündeter Bruder Ulrich ein. Die beiden Landesherren einigten sich, ließen Teile der Rostocker Stadtbefestigung: das Steintor, dessen Vortor, den Zwingerhof mit seinem Tor, den Teil der Stadtmauer vom Wiekhaus am Dominikanerkloster bis zum Kuhtor und den „Turm auf dem Rammelsberg“ mit Wällen, Gräben und Brücken sowie Teile der Ost- und Südseite des Klosters schleifen. Damit war die Stadt an einer wichtigen Stelle offen und somit empfindlich geschwächt. Die Stadt sicherte sich mit Wachen, Sperren gegen Überfälle. Das damals schon verschlossene Kuhtor wurde über die Zeit des Konflikts wieder als Stadttor geöffnet.
Aus den Steinen der abgerissenen Bauten ließ Johann Albrecht mithilfe von 500 Bauern aus der Region eine eigene landesherrliche Festung im heutigen Rosengarten bauen, die in die Stadt hineinragte. Die städtischen Geschütze wurden in der Festung aufgestellt und auf Rostock gerichtet. So hatte der Landesherr jederzeit freien Zutritt in die Hansestadt und konnte diese besser kontrollieren. Erst mit dem Ersten Rostocker Erbvertrag konnte dieser Konflikt beendet werden. Rostock erkannte die landesherrliche Oberhoheit des Herzogs an, insbesondere auf den Gebieten der Gerichtsbarkeit und der Steuerzahlung.
Nachdem die Bürger sich vom Herzog das Recht dazu hatten erkaufen müssen, schleiften sie im folgenden Frühjahr dessen Festung ohne dass nur eine Spur davon übrig blieb und schritten 1574 bis 1577 zum teuren Wiederaufbau der Mauer. Anstelle des Turms auf dem Rammelsberg wurde der Lagebuschturm errichtet, das Steintor wurde im Stil der niederländischen Renaissance wiederaufgebaut.